# Caracuel
Caracuel är en ort i Spanien.   Den ligger i provinsen Provincia de Ciudad Real och regionen Kastilien-La Mancha, i den centrala delen av landet, 180 km söder om huvudstaden Madrid. Caracuel ligger 644 meter över havet och antalet invånare är 167.
Terrängen runt Caracuel är varierad, och sluttar norrut. Runt Caracuel är det ganska glesbefolkat, med 31 invånare per kvadratkilometer. Närmaste större samhälle är Ciudad Real, 19,5 km nordost om Caracuel. Trakten runt Caracuel består till största delen av jordbruksmark.